# 市体育馆站
市体育馆站是昆明地铁3号线的地铁车站，位于中华人民共和国云南省昆明市西山区与五华区交界处人民西路与环城西路交叉口西侧，于2017年8月29日开通。

## 车站结构
市体育馆站位于人民西路与环城西路交叉口西侧，沿人民西路设置，呈东西走向，为地下两层岛式站台车站，车站长271米，标准段宽19.7米，车站地下一层为站厅层，地下二层为站台层，站台设置全高站台门。车站西侧设有一条单渡线。
| 地面              | 出入口 | A、B、C出入口                                                                                                   |
| 地下一层          | 站厅   | 客服中心、自动售票机、验票机                                                                                    |
| 地下二层          | 站台   | \| \| \| █ 3号线往西山公园（梁家河） \| \| 島式 · 開左邊车门 \| \| \| \| \| \| █ 3号线往东部汽车站（潘家湾） \| |
|                   |        | █ 3号线往西山公园（梁家河）                                                                                     |
| 島式 · 開左邊车门 |        | |
|                   |        | █ 3号线往东部汽车站（潘家湾）                                                                                   |

## 出入口
市体育馆站共有3个出入口，近A出入口设地下连通道连通保利中心，各出口及周围设施如下所示：
| 编号                  | 地点                       | 建议前往的目的地                           | 照片 |
| --------------------- | -------------------------- | ------------------------------------------ | ---- |
| 出口 · A              | 人民西路（红凌路、翠羽路） |                                            |      |
| 出口 · B              | 人民西路（红凌路、翠羽路） | 中昆医大广场                               |      |
| 出口 · C · 升降机标志 | 人民西路（环城西路）       | 昆明体育馆、云南广播电视局、北大资源博泰城 |      |
| 註： 設有             |                            |                                            |      |

## 接驳交通

### 公交车
- 环城西路口(人民西路)：54路，61路，66路，82路，100路，115路

## 车站历史
- 2013年12月28日，车站主体结构封顶[3]。
- 2017年8月29日，车站随3号线通车开通[1]。
- 2020年1月30日，受新冠疫情影响，车站暂停运营[4]。3月18日，车站恢复运营[5]。